# Nepalesische Badmintonmeisterschaft 1982
Die Nepalesische Badmintonmeisterschaft 1982 fand vom 30. Juli bis zum 5. August 1982 in Kathmandu statt.

## Finalresultate
| Disziplin    | Sieger                            | Finalist                        | Ergebnis          |
| ------------ | --------------------------------- | ------------------------------- | ----------------- |
| Herreneinzel | Pradeep B. Shah                   | Prakash Dhoj Rana               | 15–8, 15–11       |
| Dameneinzel  | Shanti Manandhar                  | Kalpana Rana                    | 12–10, 11–2       |
| Herrendoppel | Prakash Dhoj Rana Pradeep B. Shah | Pratap Adhikari Naresh B. Singh | 15–8, 10–15, 15–7 |
| Damendoppel  | Binda Shimkada Chaya Shrestha     | Shanti Manandhar Kalpana Rana   | 15–2, 15–10       |
| Mixed        | Prakash Dhoj Rana Kalpana Rana    | Kishore B. Singh Binda Shimkada | 15–13, 15–13      |